# FlyMe

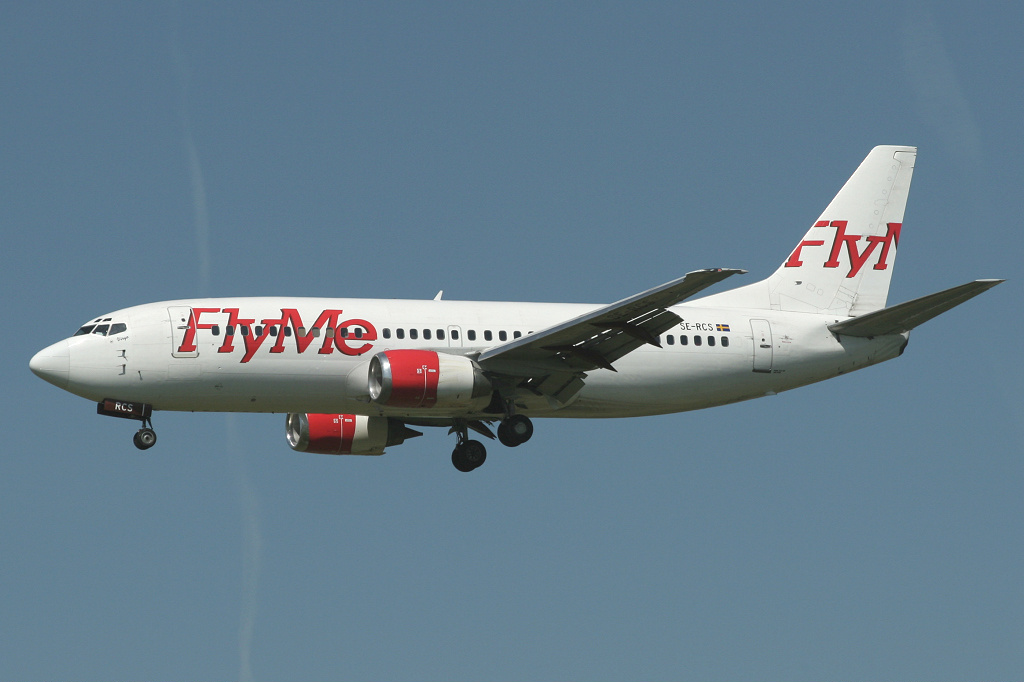
Boeing 737-3Q8 van FlyMe

FlyMe was een Zweedse luchtvaartmaatschappij. Ze werd in 2003 opgericht en legde zich in eerste instantie toe op het binnenlandse netwerk in Zweden en vluchten naar Finland. Vanaf Stockholm waren er vluchten naar Göteborg, Malmö, Östersund en Helsinki. Vanaf de zomerdienstregeling 2006 ging FlyMe van start met internationale, aantrekkelijk geprijsde vluchten naar Londen, Parijs, Nice, Praag, Palma de Mallorca, Rodos, Alicante, Málaga, Kreta en Rome. De vloot bestond uit vijf Boeing 737-300's met één klasse aan boord, die plaats bood aan 136 tot 142 passagiers.
Flyme stopte haar activiteiten op 2 maart 2007 wegens geldproblemen.